# 1809 Prometheus
För andra betydelser, se Prometheus (olika betydelser).
1809 Prometheus eller 2522 P-L är en asteroid i huvudbältet som upptäcktes den 24 september 1960 av den nederländsk-amerikanske astronomen Tom Gehrels och det nederländska astronomparet Ingrid van Houten-Groeneveld och Cornelis Johannes van Houten vid Palomar-observatoriet. Den är uppkallad efter titanen Prometheus i den grekiska mytologin.
Asteroiden har en diameter på ungefär 14 kilometer och den tillhör asteroidgruppen Koronis.